# Clarissa Minnie Thompson Allen
Clarissa Minnie Thompson Allen (Columbia, Carolina del Nord, 1 d'octubre de 1859 - Milam, Texas, 23 de novembre de 1941) fou una educadora i escriptora afroamericana estatunidenca. Va escriure històries fictícies sobre famílies afroamericanes de l'alta societat del sud dels Estats Units.

## Vida personal
Clarissa Minnie Thompson Allen va néixer a Colúmbia, Carolina del Sud, filla d'Eliza Henrietta Montgomery, una socialite (aristòcrata), i Samuel Benjamin Thompson, delegat de la Convenció Constitucional de Carolina del Sud. Va estudiar al Howard Junior High School i a una escola normal de Carolina del Sud. Va treballar de professora a tres escoles diferents, incloent l'Allen University, on va ensenyar àlgebra, llatí, geologia física, i història. Al voltant de 1886 va anar a viure a Jefferson, Texas, on va ensenyar en una escola pública. Ella també va viure a Fort Worth, Texas, a on també va treballar en escoles públiques.

## Carrera
Allen va escriure obres de ficció basades en històries de famílies afroamericanes riques del sud dels Estats Units. La seva obra més notable és Treading the Winepress, també titulada A Mountain of Misfortune. El llibre consisteix en unes 41 històries de dues famílies. Aquestes històries succeïen a la ciutat fictície de "Capitolia," que estava basada en Colúmbia, Carolina del Sud. El llibre inclou triangles d'amor, assassinat, feminitat, caritat i bogeria. També va escriure una publicació serialitzada i novel·les curtes per editorials texanes. Algunsn diaris afroamericans també van publicar poesies seves. Alguns crítics creien que la seva obra era antireligiosa, concretament concretament contra l'església Metodista Episcopial Africana.